# Береговое (Саратовская область)
Береговое — село в Ровенском районе Саратовской области России, в составе городского поселения Ровенское муниципальное образование. Село расположено на левом берегу Волгоградского водохранилища (на берегу залива Семи Деревьев) юго-восточнее районного центра посёлка Ровное

## Население
Динамика численности населения
| 1987 | 2002 |
| ---- | ---- |
| ≈200 | 203  |

| 2002 | 2010 |
| ---- | ---- |
| 201  | ↘166 |